# Zeche Clausthal
Die Zeche Clausthal ist ein ehemaliges Steinkohlebergwerk in Dortmund. Das Bergwerk befand sich südlich der Emscher im heutigen Stadtteil Hombruch.
Das Abbaurecht für die Zeche Clausthal wurde 1730 verliehen. Zu dieser Zeit befand sich auf dem Ortsgebiet von Hombruch ein ausgedehntes Waldgebiet mit einigen Höfen und Mühlen. 1737 wurde der Betrieb zunächst als Stollenzeche aufgenommen. Nach 1780 wurden dann mehrere Tiefbauschächte abgeteuft. Die Förderung erfolgte über die Lichtlöcher des Louise Erbstollens. Die abgebauten Kohlen wurden mit einer Pferdebahn zur Zeche Louise an der heutigen Stockumer Straße transportiert. Von hier erfolgte der weitere Transport zur Saline Königsborn in Unna.
Die Zeche wurde 1842 stillgelegt. Die Grubenfelder wurden zur neuen Zeche Louise Tiefbau konsolidiert.
In Hombruch erinnert heute die Clausthaler Straße an das Bergwerk.